# Тамбура (Індія)
Тамбура, тампура (तानपूरा; або tambura, tanpuri) — індійський народний струнний щипковий інструмент з довгим грифом. На відміну від європейської тамбури, індійська не має ладів. Назва інструменту може розглядатися як складена з двох слів — tana («музична фраза») і pura («повний»).
Як правило індійська тамбура має 4–5, рідше 6 струн, які защипують одна за одною у певній послідовності, утворюючи гармонічний резонанс навколо основного (бурдонного) тону. Розрізняють більші за розміром «чоловічі» (довжиною 1 м) та менші за розміром «жіночі» (довжиною 75 см) тамбури, пристосовані для акомпанементу співу, а також найменший різновид — тампурі, пристосований для супроводу ситари або сароду.
Зазвичай інструмент настроюють по звуках квінтакорду з дублюванням верхнього звуку (напр. g1-c2-c2-c1), але для індійської раги, що уникає квінтового тону — по звуках квартакорду (напр. f1-c2-c2-c1). Деякі раги вимагають додаткової струни, настроєної на велику септиму (напр. g1-h2-c2-c2-c1) або (f1-h2-c2-c2-c1).

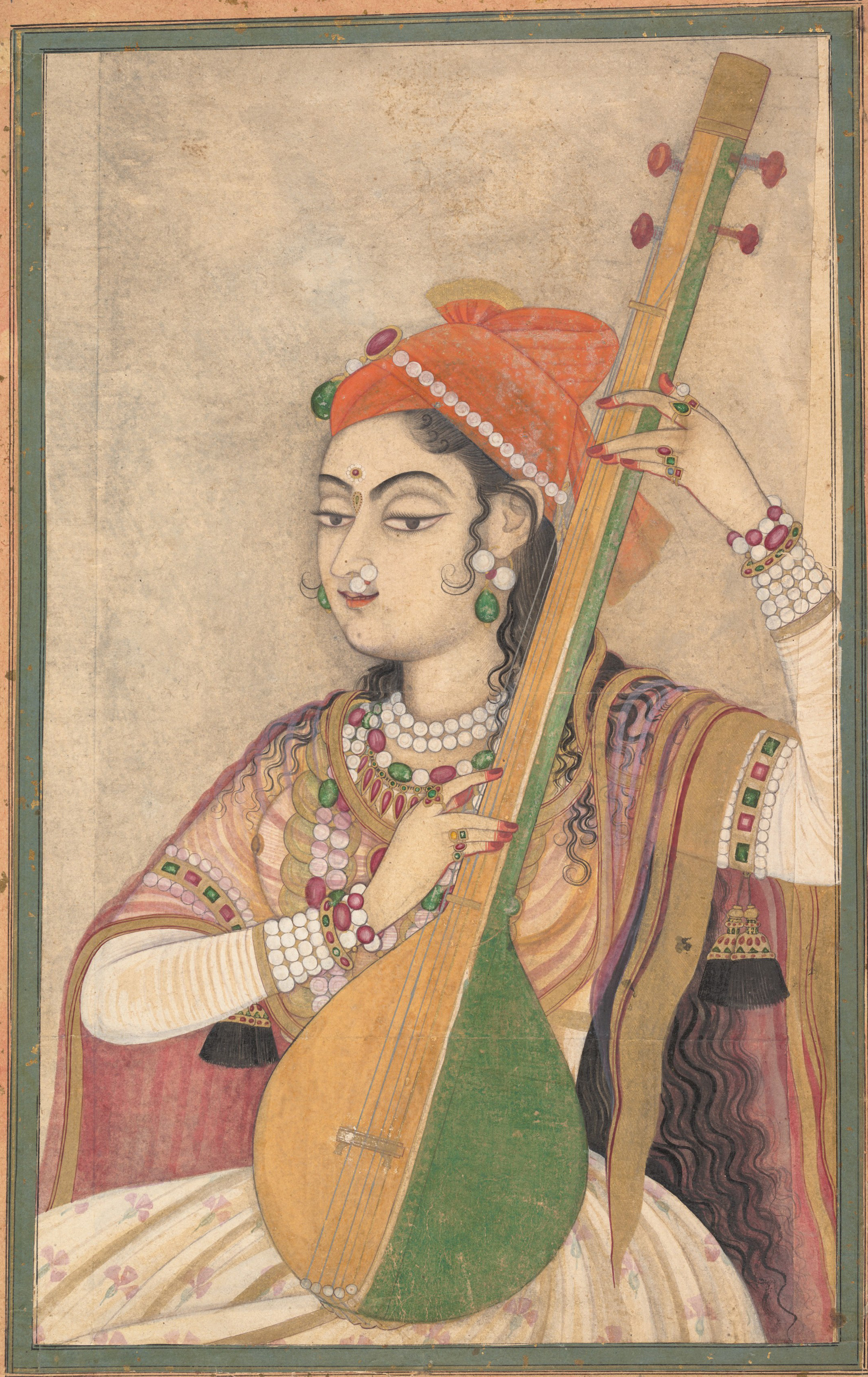
Пані, що грає на тампурі, 1735
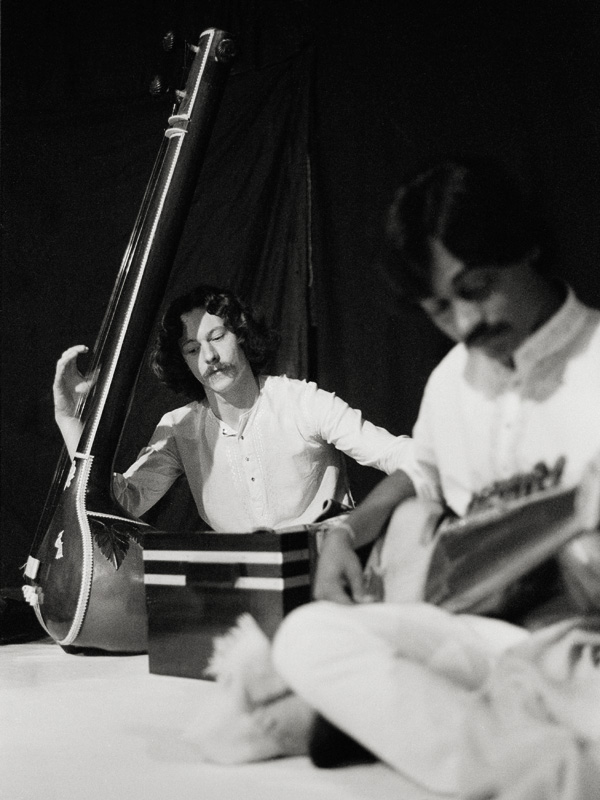
Аснамбль виконавців на тамбурі (ліворуч) і сароді

Індійська тамбура унікальна як по своїй конструкції так і музичній функції. Вона не бере участі у виконанні мелодії, однак підтримує її, створюючи барвистий обертоновий ряд від її основного тону. Характер цього обертонового ряду описується розгорнутою теорією, що має назву Jivari.